# عتیق‌الرحمان فهد
عتیق‌الرحمان فهد (بنگالی: আতিকুর রহমান ফাহাদ؛ زادهٔ ۱۵ سپتامبر ۱۹۹۵) بازیکن فوتبال اهل بنگلادش است.
از باشگاه‌هایی که در آن بازی کرده است می‌توان به باشگاه فوتبال آباهانی داکا اشاره کرد.
وی همچنین در تیم‌های ملی فوتبال زیر ۲۳ سال بنگلادش و بنگلادش بازی کرده است.